# NN-191
La carretera NN-191 es una vía departamental secundaria ubicada en el departamento de Granada, Nicaragua. Esta ruta de 6.52 kilómetros fue inaugurada en 2024 y conecta dos importantes tramos de la NIC-4B desde la comunidad de Monte Verde en Diriomo hasta el sector conocido como La Fuente, en el límite entre los municipios de Granada y Diriomo.

## Trazado y cruces
A continuación se detalla el trazado de la carretera NN-191:
| km   | Localidad            | Departamento | Conexión / Ruta |
| ---- | -------------------- | ------------ | --------------- |
| 0.0  | Monte Verde, Diriomo | Granada      | NIC 4B          |
| 6.52 | La Fuente, Granada   | Granada      | NIC 4B          |